# Хуна (Аляска)
Хуна (англ. Hoonah, тлингит. Xunaa) — город в зоне переписи населения Хуна-Ангун, штат Аляска, США. Население по данным переписи 2010 года составляет 759 человек.

## История
В 1750-х годах на месте современной Хуны поселились тлингиты, перебравшиеся сюда из-за схода ледника в заливе Глейшер-Бей. В 1880 году Северо-Западная торговая компания построила здесь первый магазин. В 1881 году была основана пресвитерианская миссия и школа, а в 1901 году — почтовое отделение. В 1912 году к северу от Хуны был построен крупный консервный завод, который функционировал до 1953 года. В 1944 году большая часть поселения была уничтожена пожаром.
Получил статус города 8 июня 1946 года.

## География
Расположен на северном побережье острова Чичагова, примерно в 64 км к юго-западу от столицы штата, города Джуно. Площадь города составляет 22,5 км², из них 17,1 км² — суша и 5,4 км² — водные поверхности.

## Население
По данным переписи 2000 года, население города составляло 860 человек. Расовый состав: коренные американцы — 60,58 %; белые — 28,72 %; афроамериканцы — 0,23 %; азиаты — 0,12 %; представители других рас — 0,81 % и представители двух и более рас — 9,53 %. Латиноамериканцы любой расы составляли 3,60 % населения.
Из 300 домашних хозяйств в 33,7 % — воспитывали детей в возрасте до 18 лет, 52,3 % представляли собой совместно проживающие супружеские пары, в 12,3 % семей женщины проживали без мужей, 28,3 % не имели семьи. 22,7 % от общего числа семей на момент переписи жили самостоятельно, при этом 5,0 % составили одинокие пожилые люди в возрасте 65 лет и старше. В среднем домашнее хозяйство ведут 2,83 человек, а средний размер семьи — 3,34 человек.
Доля лиц в возрасте младше 18 лет — 29,2 %; лиц в возрасте от 18 до 24 лет — 9,4 %; от 25 до 44 лет — 26,5 %; от 45 до 64 лет — 27,3 % и лиц старше 65 лет — 7,6 %. Средний возраст населения — 36 лет. На каждые 100 женщин приходится 112,9 мужчин; на каждые 100 женщин в возрасте старше 18 лет — 115,2 мужчин.
Средний доход на совместное хозяйство — $39 028; средний доход на семью — $45 125. Средний доход на душу населения — $16 097.
Динамика численности населения города по годам:
| 1920 | 1930 | 1940 | 1950 | 1960 | 1970 | 1980 | 1990 | 2000 | 2010 |
| ---- | ---- | ---- | ---- | ---- | ---- | ---- | ---- | ---- | ---- |
| 402  | 514  | 716  | 563  | 686  | 748  | 680  | 795  | 860  | 759  |

## Транспорт
Город обслуживается аэропортом Хуна. Кроме того, имеется паромное сообщение с Джуно.